# Тату
„Тату́“ (t.A.T.u.) е руски поп дует, извънредно популярен в началото на 2000-те години.
Певиците Юля (Юлия Волкова) и Лена (Елена Катина) са представени на публиката като лесбийска двойка. Първият хит на групата е песента „Я сошла с ума“ („Аз откачих“), експлоатира именно тази идея. Сексуалната ориентация на участничките остава предмет на широко обсъждане, докато те не признават в руския телевизионен ефир през декември 2003, че не са лесбийки, а само поддържат имидж, създаден от продуцентите за маркетингови цели.

## История

### Създаване на групата
Дуетът „Тату“ е създаден през 1999 г. от Иван Шаповалов и композитора Александър Войтински.
Шаповалов и Войтински провеждат кастинг за роля на солистка, като в резултат е избрана Лена Катина. Тя записва няколко песни. По-късно Шаповалов решава да се създаде дует и към тях се присъединява Юлия Волкова, също участвала в кастинга. По това време и двете са на по 15 години. За дуета е избран лесбийски имидж.
След оформяне на дуета продуцентите решават да го нарекат „Тату“. Става дума за съкратена версия на израза „Та любит Ту“ („Едната обича другата“).
Текстът на песента „Я сошла с ума“ е написан от журналистката Елена Кипер и студента Валери Полиенко, музиката е дело на Сергей Галоян. Финансов спонсор е бизнесменът Борис Ренски. За управление на творческия процес е създадена фирма „Neformat“, водена от Шаповалов.

### 2000 – 2001
През 2000 г. излиза първият сингъл на групата „Я сошла с ума“, който в продължение на няколко месеца заема първите места в хит-парадите на руските радиостанции. През октомври излиза клип на „Я сошла с ума“, който веднага заема първо място в класациите на MTV Russia.
През 2001 г. компанията „Neformat“ подписва договор с руския клон на Universal Music. Според договора групата трябва да запише 3 албума.
На 21 май 2001 излиза дебютният им албум „200 по встречной“ и видеоклипът на песента „Нас не догонят“.
През първите 2 месеца албумът е с 500 хиляди официално продадени копия (около 2 милиона пиратски копия на различни носители). Общите продажби за 2001 г. на албума са над 2 милиона копия (и почти 4 милиона пиратски). Албумът, въпреки че е на руския език, постига огромна популярност – не само в Русия, но и в Източна Европа. През август започват записите по английската версия на албума.
На 6 септември 2001 в Ню Йорк групата получава наградата на MTV Video Music Awards в категорията Viewers' Choice – Best Russian Video (най-добър руски видеоклип) за „Я сошла с ума“. Излиза видеоклипът към песента „30 минут“, показван от есента на 2001 г. до края 2002 г. по руските музикални канали повече от 30 000 пъти. MTV Русия признава клипа „Я сошла с ума“ за най-добър музикален видеоклип на годината. Групата заминава на турне в Русия, Беларус, Украйна, прибалтийските страни, Словакия, България и Германия. Само през 2001 г. екипът е организирал повече от 150 концерта в десетки градове.

### 2002 – 2003
През януари започват записите на синглите към английската версия на албума за САЩ („Not Gonna Get Us“) и Германия („I’ve Lost My Mind“).
На 15 февруари 2002 излиза преиздадената версия на албума „200 по встречной“ с нова песен – „Клоуны“. През първата седмица продажбите са в размер на 60 хиляди копия. На 15 май 2002 „Тату“ получават наградата на Международната федерация на продуцентите на звукозаписи „IFPI Platinum Europe Award“ за 1 милион продадени екземпляра на албума „200 по встречной“ в Европа.
На 30 май издават новия си сингъл и клип „Простые движения“. През юли започва заснемането на видеото за английската версия на хита „All the Things She Said“ („Я сошла с ума“). Албумът „200 km/h in the Wrong Lane“ излиза в Съединените щати.
През август „Тату“ променят името си на t.A.T.u заради това, че вече съществува група Tatu в Австралия.
На 3 септември „All the Things She Said“, дебютира на радио- и музикални канали в Испания, Италия, Нидерландия, Швеция, Финландия, Норвегия. В първия ден в Италия сингълът получава „златен статут“ (25 хиляди продадени копия). На 10 септември групата заминава за Съединените щати. На 7 октомври 2002 година в Западна Европа е издадена английската версия на албума „200 по встречной“, озаглавен „200 km/h in the Wrong Lane“, и веднага се превръща в бестселър.
На 24 май 2003 „Тату“ представят Русия на „Евровизия“ в Рига с песента „Не верь, не бойся“. Организаторите на конкурса предупреждават, че в случай на хулиганство от страна на Тату те ще бъдат дисквалифицирани. Групата заема трето място (164 точки) – след Турция (167 точки) и Белгия (165 точки). От страна на Великобритания и Ирландия дуетът е получил 0 точки.
През 2003 г. „Тату“ получават втора награда на Международната асоциация на продуцентите на звукозаписи „IFPI Platinum Europe Award“ за 1 милион продадени екземпляра на албума „200 km/h in the Wrong Lane“ в Европа.

### 2004 – 2006
През януари 2005 г. във Village студио в Лос Анджелис „Тату“ започват работа по новия албум „Люди-инвалиды“. Името на международната версия на албума е „Dangerous and Moving“. Вторият албум става златен в Мексико, Тайван и Русия.
От албума „Dangerous and Moving“ са издадени 3 сингъла – „All About Us“, „Friend or Foe“, „Gomenasai“, и промо-сингълът „Loves Me Not“. От руския албум е издаден само 1 сингъл – „Люди-инвалиды“.
В Съединените щати „Тату“ снимат 4 видеоклипа („All About Us“, „Люди-инвалиды“, „Friend or Foe“, и „Gomenasai“).
През август 2006 г. „Тату“ и Universal Music прекратяват сътрудничеството си. На раздяла Interscope решава да издаде компилация от всички хитове и най-добри песни на групата – "„t.A.T.u. The Best“. Албумът излиза през есента на 2006 година.

### 2007 – 2010
През януари Юлия и Лена записват вокалните партии към някои на песни от новия им албум.
Новият албум, както и преди, е с 2 версии – на руски и английски език. Работно заглавие на третия албум е „Управление отбросами“ (Waste Management), по-късно е променено на „Весёлые улыбки“ (Happy Smiles).
В края на юни 2007 групата представя новата си песен „Не жалей“, която ще влезе в новия албум, но няма да бъде издадена като сингъл. През юли Юлия и Лена участват в снимките на филма „You and I“, базиран на книгата на Алексей Митрофанов и Анастасия Моисеева „TATU Come Back“. Главната роля във филма се изпълнява от Миша Бартън. Премиерата на филма се състои през май 2008 г. на филмовия фестивал в Кан.
Като първи сингъл от новия албум „Весёлые улыбки“ излиза песента „Белый плащик“, видеоклипът към нея се снима през октомври. На 29 ноември е премиерата му по MTV Русия. Малко по-късно клипът започва да се излъчва в Украйна, Чехия, Полша, България и Гърция, където бележи изключителни успехи. В края на февруари 2008 клипът попада и в ротация по MTV Europe.
През април 2008 групата пуска втори сингъл – „220“ от предстоящия си албум. Премиерата на видеоклипа е през месец юни. Клипът се завърта в Украйна, Полша, България и Гърция. През август клипът е излъчен в класацията World Chart Express на MTV Europe, заемайки 3 място в чарта. През септември 2008 групата представя премиерно в Русия новия си сингъл You & I, който, освен в новия албум, е включен и в саундтрака на едноименния филм.
На 21 октомври 2008 година дуетът издава своя трети студиен албум със заглавието „Весёлые улыбки“ за Русия, а за чужбина албумът се разпространява под името „Happy Smiles“.
През март 2009 г. Юлия Волкова и Лена Катина обявяват в официалния си сайт, че се разделят и „за в бъдеще ще се съсредоточат единствено върху соловите си изяви“.
През април музикалната им компания издава още един техен сингъл – Снегопады от албума „Happy Smiles“. На 17 април е премиерата на видеоклипа по MTV Russia. На 13 юли излиза клипът на английската версия на Снегопады – Snowfalls.
На 10 ноември за първи път в ТВ-ефира е излъчена английската версия на песента Белый плащик – White Robe по MTV Brasil, като още на втората седмица клипът заема първо място в чарта MTV Lab Disk. На 15 декември 2009 след многократно отлагане излиза албумът Waste Management, който е английският вариант на албума Весёлые улыбки – Happy Smiles от 2008 г.
След голямата популярност на клипа White Robe в страните от Латинска Америка, през април 2010 г. се появява клипът на песента Sparks, позната още като 220 в своя руски вариант, с ексклузивна премиера по MTV Brasil.

### Разпадане на групата
В края на март 2011 г. групата дава съобщение за пресата в своя официален уебсайт. Поради конфликт между момичета, които искат да преследват солови кариери, двете официално обявяват, че дуетът се е разпаднал. Те финализират дискографията си с двоен албум с ремикси. Ръководството благодари на феновете за тяхната лоялност през последните 12 години от историята на дуета.

### 200 km/h in the Wrong Lane – 10-годишно издание и Зимни олимпийски игри 2014
На 2 октомври 2012 Cherrytree и руския клон на Universal Music казват, че ще издадат специално издание на албума 200 km/h in the Wrong Lane – 10-годишно златно издание. Албумът излиза на 12 ноември.
През февруари 2014 г. дуото се представя на церемонията по откриването на 22-те Зимни олимпийски игри в Сочи, където изпълняват хита „Not Gonna Get Us“.

### Ново завръщане
След 8-годишна пауза дуото се завръща на сцената през септември 2022 г. на фестивала Ovion в Минск.

## Дискография

### Студийни албуми

#### Руски албуми
- „200 По Встречной“ (2001)
- „Люди Инвалиды“ (2005)
- „Весёлые Улыбки“ (2008)

#### Английски албуми
- „200 km/h in the Wrong Lane“ (2002)
- „Dangerous and Moving“ (2005)
- „Waste Management“ (2009)

### Компилации
- „t.A.T.u. Remixes“ (2003)
- „t.A.T.u. The Best“ (2006)
- „Waste Management Remixes“ (2011)

### Сингли

#### Руски сингли
- Я сошла с ума (2000)
- Нас не догонят (2001)
- 30 минут (2001)
- Простые движения (2002)
- Не верь, не бойся (2003)
- Люди-инвалиды (2005)
- Новая Модель (2006)
- Обезьянка Ноль (2006)
- Белый Плащик (2007)
- 220 (2008)
- You & I (2008)
- Снегопады (2009)
- Любовь в каждом мгновении (2014)

#### Английски сингли
- All The Things She Said (2002)
- Not Gonna Get Us (2003)
- How Soon Is Now? (2003)
- All About Us (2005)
- Friend or Foe (2005)
- Gomenasai (2006)
- Snowfalls (2009)
- Sparks (2010)

### Промоционални сингли
- 30 Minutes (2003)
- Loves Me Not (2006)
- White Robe (2009)

### Видео албуми
- t.A.T.u: The Video Collection (2002)
- Screaming for More (2003)
- Truth: Live in St. Petersburg (2007)

## Видеоклипове

### Руски видеоклипове
| Видеоклип         | Премиера | Албум            |
| ----------------- | -------- | ---------------- |
| Я сошла с ума     | 2000     | 200 по встречной |
| Нас не догонят    | 2001     | 200 по встречной |
| 30 минут          | 2001     | 200 по встречной |
| Простые движения  | 2002     | t.A.T.u. remixes |
| Не верь, не бойся | 2003     | t.A.T.u. remixes |
| Люди инвалиды     | 2005     | Люди инвалиды    |
| Белый плащик      | 2007     | Весёлые улыбки   |
| 220               | 2008     | Весёлые улыбки   |
| Снегопады         | 2009     | Весёлые улыбки   |

### Английски видеоклипове
| Видеоклип               | Премиера | Албум                      |
| ----------------------- | -------- | -------------------------- |
| All the things she said | 2002     | 200 km/h in the wrong lane |
| Not gonna get us        | 2003     | 200 km/h in the wrong lane |
| 30 minutes              | 2003     | 200 km/h in the wrong lane |
| How soon is now?        | 2003     | 200 km/h in the wrong lane |
| Dangerous and moving    | 2005     | Dangerous and moving       |
| All about us            | 2005     | Dangerous and moving       |
| Friend or foe           | 2005     | Dangerous and moving       |
| Gomenasai               | 2006     | Dangerous and moving       |
| Loves me not            | 2006     | The best                   |
| Snowfalls               | 2009     | Waste management           |
| White Robe              | 2009     | Waste management           |
| Sparks                  | 2009     | Waste management           |

## Интересни факти
През март 2007 в Интернет-портали се появява информация, че Юля тайно се била омъжила за бизнесмена Парвиз в ОАЕ и приела исляма .